# Cantón de Villefranche-de-Lauragais
El cantón de Villefranche-de-Lauragais era una división administrativa francesa, que estaba situada en el departamento de Alto Garona y la región de Mediodía-Pirineos.

## Composición
El cantón estaba formado por veintiún comunas:
- Avignonet-Lauragais
- Beauteville
- Cessales
- Folcarde
- Gardouch
- Lagarde
- Lux
- Mauremont
- Montclar-Lauragais
- Montesquieu-Lauragais
- Montgaillard-Lauragais
- Renneville
- Rieumajou
- Saint-Germier
- Saint-Rome
- Saint-Vincent
- Trébons-sur-la-Grasse
- Vallègue
- Vieillevigne
- Villefranche-de-Lauragais
- Villenouvelle

## Supresión del cantón de Villefranche-de-Lauragais
En aplicación del Decreto n.º 2014-152 de 13 de febrero de 2014, el cantón de Villefranche-de-Lauragais fue suprimido el 22 de marzo de 2015 y sus 21 comunas pasaron a formar parte del nuevo cantón de Revel.